# Ferney-Voltaire
Ferney-Voltaire é uma comuna francesa, do chamado País de Gex, na região administrativa de Auvérnia-Ródano-Alpes, no departamento de Ain.

## O patriarca
Voltaire, o escritor, ensaísta, deísta e filósofo iluminista francês é a personagem de Ferney, que começou a chamar-se  Ferney-Voltaire a partir de 1878 para honrar a sua presença intra-muros a partir de 1758.
Preocupado com o bem-estar da população local, manda secar os pântanos da região, introduz novos métodos agrícolas, e favorece a instalação de novas indústrias como a da relojoaria e da seda, além de muito ter contribuído para o alinhamento das ruas e dos edifícios da vila de Ferney do XVIII.

Por toda esta razões é chamado o patriarca de Ferney.  Imagem da estátua de Voltaire em frente à câmara da cidade
O castelo de Voltaire foi durante cerca de 20 anos a residência de Voltaire que o comprou em 1759 e o transformou, assim como ao domínio adjacente. O castelo foi classificado monumento nacional em 1958 e pertence ao governo francês desde 1999.

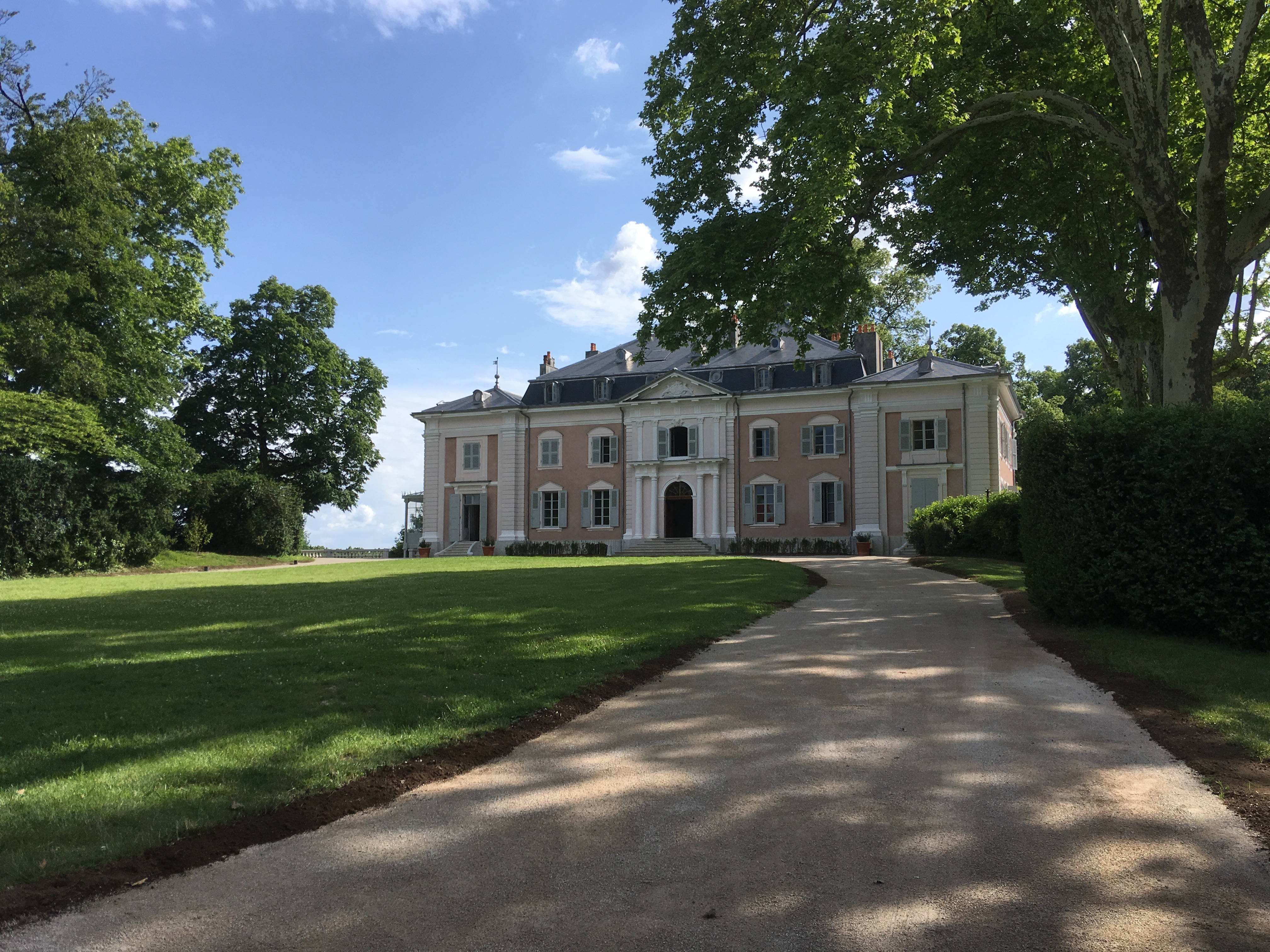
Castelo Voltaire

## Demografia
Em 2006 Ferney-Voltaire apresentava uma população de 7661 habitantes, distribuídos por 4832 lares.
O seu desenvolvimento demográfico está directamente relacionado com a proximidade de Genebra em geral e da Genebra internacional em particular.
| 1793 | 1800 | 1806 | 1821 | 1831 | 1836  | 1841  | 1846  | 1851  |
| ---- | ---- | ---- | ---- | ---- | ----- | ----- | ----- | ----- |
| 856  | 884  | 944  | 686  | 935  | 1 194 | 1 214 | 1 238 | 1 173 |

| 1856  | 1861  | 1866  | 1872  | 1876  | 1881  | 1886  | 1891  | 1896  |
| ----- | ----- | ----- | ----- | ----- | ----- | ----- | ----- | ----- |
| 1 138 | 1 166 | 1 288 | 1 232 | 1 403 | 1 274 | 1 222 | 1 200 | 1 232 |

| 1901  | 1906  | 1911  | 1921  | 1926  | 1931  | 1936  | 1946 | 1954  |
| ----- | ----- | ----- | ----- | ----- | ----- | ----- | ---- | ----- |
| 1 269 | 1 169 | 1 172 | 1 102 | 1 209 | 1 232 | 1 224 | 991  | 1 275 |

| 1962 | 1968  | 1975  | 1982  | 1990  | 1999  | 2006  | 2007  | - |
| --- | ----- | ----- | ----- | ----- | ----- | ----- | ----- | - |
| 1 805 | 2 984 | 5 642 | 6 399 | 6 408 | 7 083 | 7 661 | 7 741 | - |
| Para os censos de 1962 a 2006 a população legal corresponde à popolução sem duplicidades, segundo define o INSEE. |       |       |       |       |       |       |       |   |